# IC 1884
IC 1884 — галактика типу Sb (компактна витягнута галактика) у сузір'ї Персей.
Цей об'єкт міститься в оригінальній редакції індексного каталогу.